# Göran Sundell
Göran Sundell, född 12 november 1930, död 16 juni 1995, var en svensk bandyspelare.
Sundell var på 1950- och 1960-talet centerhalv i Ljusdals BK.

## Privatliv
Sundell var bror till Ljusdals målvakt Åke Sundell och far till Dan Sundell. Han avled i cancer 1995.